# Claraval
Claraval is een gemeente in de Braziliaanse deelstaat Minas Gerais. De gemeente telt 4.453 inwoners (schatting 2009).